# Барановка (Красноярский район)
Барановка — посёлок в Красноярском районе Астраханской области России. Входит в состав Байбекского сельсовета.

## История
В период с 1996 по 2015 годы Барановка входила в состав Юбилейнинского сельсовета. В 2015 году посёлок вошёл в состав муниципального образования «Байбекский сельсовет».

## География
Посёлок находится в юго-восточной части Астраханской области, на левом берегу протоки Караульная дельты реки Волги, на расстоянии примерно 5 километров (2 км по прямой) к северу от села Красный Яр, административного центра района. Ближайшая железнодорожная станция — ст. Бузан Приволжской железной дороги.

## Население
| 2002 | 2010 |
| ---- | ---- |
| 41   | →41  |

По данным Всероссийской переписи, в 2010 году численность населения посёлка составляла 41 человека (25 мужчин и 16 женщин). Согласно результатам переписи 2002 года, в национальной структуре населения казахи составляли 88 %.
| Национальность | Численность (2010) | Процент |
| -------------- | ------------------ | ------- |
| Казахи         | 37                 | 100%    |
| Всего          | 37                 | 100%    |

## Улицы
Уличная сеть посёлка состоит из одной улицы (ул. Прибрежная).